# Miloš Stojčev
Miloš Stojčev (in serbo Милош Стојчев?; Belgrado, 19 gennaio 1987) è un ex calciatore serbo, di ruolo centrocampista.

## Carriera

### Europa
Ha iniziato la sua carriera calcistica nelle giovanili della Stella Rossa Belgrado. Nel 2007 entra a far parte dell'FK Bežanija, un'altra squadra di Belgrado. La stagione successiva firma per il Vojvodina dove ebbe poche possibilità di dimostrare tutte le sue capacità, giocando solo otto partite. Nel 2008 firma un contratto di due anni con il Borac Čačak. Nella sua prima stagione aveva avuto modo di essere un giocatore abbastanza influente, giocando 26 partite segnando un gol, e avendo l'opportunità di giocare nella Coppa UEFA, dove la sua squadra, dopo aver battuto il Dacia Chişinău e il Lokomotiv Sofia, ha perso contro l'Ajax.

### Stati Uniti
Nel febbraio del 2011 viene selezionato per un periodo di prova con lo Sporting Kansas City. Dopo aver impressionato durante il suo periodo, è stato acquistato dalla società di Kansas City il 16 marzo 2011. Ha fatto il suo debutto per la sua nuova squadra il 19 marzo 2011 nella loro prima partita della stagione 2011 della MLS, vinta per 3-2 sui Chivas USA.

## Palmarès

### Club

#### Competizioni nazionali
- Campionato bosniaco: 1

Sarajevo: 2014-2015
- Coppa di Bosnia: 1

Sarajevo: 2013-2014